# 毛九节
毛九节（学名：Psychotria pilifera）为茜草科九节属下的一个种。

## 扩展阅读
- 維基物種上的相關：毛九节